# Michael Krieter
Michael Krieter (* 21. August 1963 in Northeim) ist ein ehemaliger deutscher Handballtorwart. Für die deutsche Nationalmannschaft absolvierte der gelernte Kaufmann 95 Länderspiele. In der Handball-Bundesliga kam er auf 450 Einsätze, wobei er vier Treffer erzielen konnte. Seine größten Erfolge feierte er mit dem THW Kiel, mit dem er unter anderem viermal Deutscher Meister wurde.
Ab 2003 wurde Michael Krieter Manager des SV Post Schwerin und ging im Sommer 2005 zu den Füchsen Berlin, für die er auch für einige Spiele wieder das Tor hütete. Auch in den folgenden Jahren spielte Krieter für verschiedene Vereine jeweils einige Spiele (2006 Eintracht Hildesheim, 2007 VfL Bad Schwartau, 2008 TSV Altenholz). Ab 2010 spielte er mit dem Preetzer TSV in der Oberliga Hamburg – Schleswig-Holstein. Später wurde Krieter Teammanager der ersten Mannschaft und lief für die dritte Mannschaft auf. Zusätzlich trainierte er die zweite Mannschaft und war Jugendkoordinator beim Preetzer TSV. Im September 2014 wurde er von sämtlichen Aufgaben entbunden.
Von 2008 bis 2009 trainierte Michael Krieter die männliche B-Jugend des SV Mönkeberg, in der Saison 2009/2010 war er bei der B-Jugend der HSG Mönkeberg-Schönkirchen tätig. In der Saison 2015/16 trainierte er die SG HC Bremen/Hastedt. Ab dem 20. Februar 2017 bis zum 23. September 2019 war Michael Krieter Trainer bei der HSG Horst/Kiebitzreihe (Schleswig-Holstein Liga). Seit 2019 unterstützt er die HG Hamburg-Barmbek im Marketing.
Sein Sohn Moritz spielt ebenfalls Handball.

## Erfolge
- Vizemeister 1992
- Deutscher Meister 1994, 1995, 1996, 1998
- Supercup-Sieger 1995
- DHB-Pokalsieger 1998
- EHF-Pokalsieger 1998
- Aufstieg in die 1. Bundesliga-Saison 2000/2001 mit dem SV Post Schwerin